# Nikon FM2

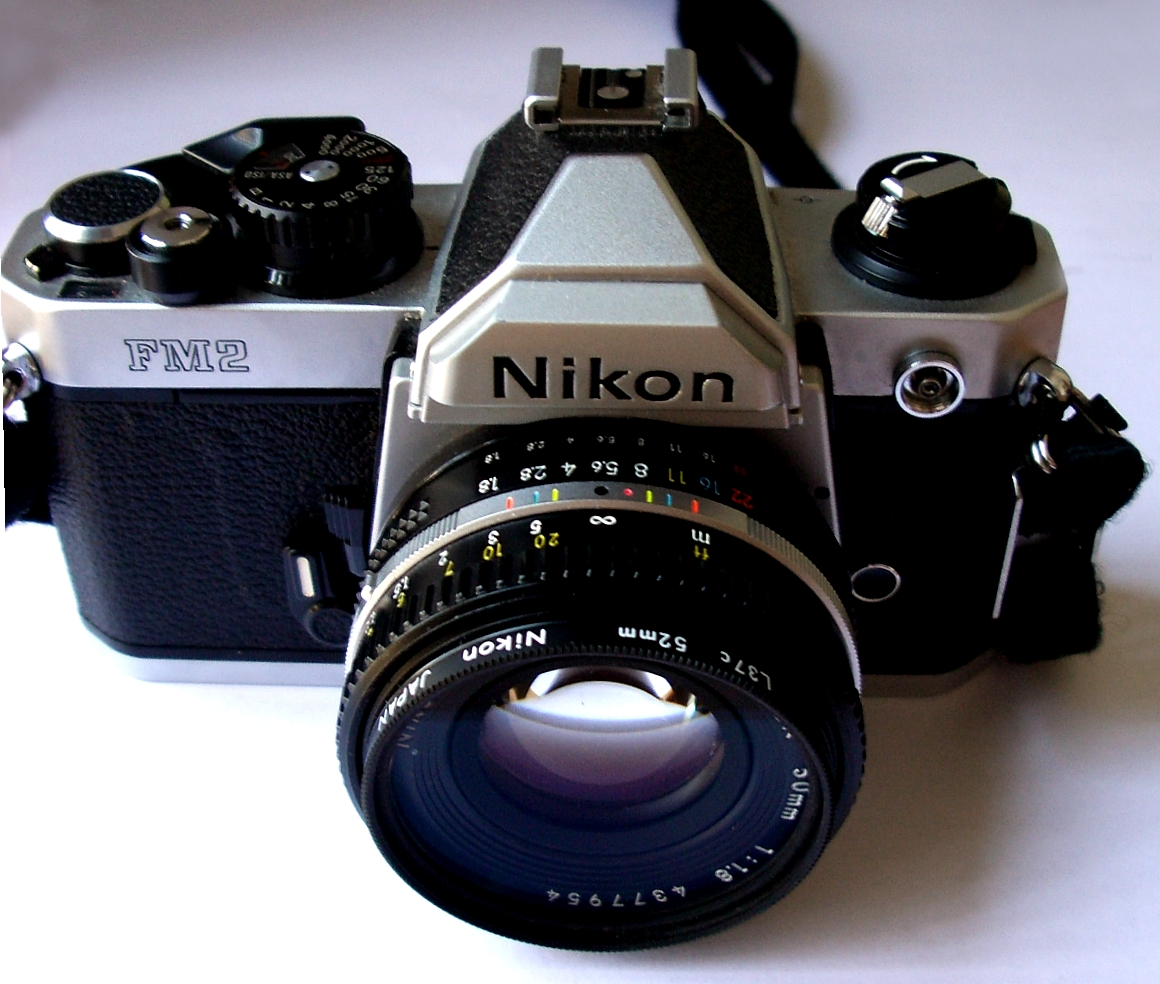
Nikon FM2

Nikon FM2 är en systemkamera tillverkad av Nikon. Kameran har manuell fokusering och manuell slutartids- och bländarinställning. Den har en minsta slutartid på endast 1/4000-dels sekund, och blixtsynk på 1/250-dels sekund. Kameran fungerar även helt utan ström/batteri, dock utan hjälp av kamerans inbyggda exponeringsmätare.